# G.V. Blom
 Der er flere personer med dette navn, se Vilhelm Blom.
Gustav Vilhelm Blom (5. november 1853 i Odense – 24. maj 1942 i København) var en dansk maler, grafiker og ingeniør, bror til Alexander Blom.

## Karriere
Hans forældre var læge, senere distriktslæge Victor Edvard Blom (1823-1883) og Marie Blom (1824-1901). Efter at have taget præliminæreksamen i København 1870 blev Blom 1876 polyteknisk kandidat. Han ville imidlertid være maler. Understøttet af grosserer Heinrich Hirschsprung gennemgik han juni 1878 til marts 1883 Kunstakademiet med afgang som maler. Til akademiet knyttedes Blom ved en mangesidig lærervirksomhed: assistent ved modelskolen 1884-1909, ved perspektivskolen fra 1890, docent i perspektivlære 1901-24, forstander for den bygningstekniske skole 1908-24. Tillige virkede han som lærer ved Tegne- og Kunstindustriskolen for Kvinder 1885-86 og ved Det tekniske Selskabs Skole 1886-1908, som inspektør for den Moltkeske malerisamling 1887-1930.
Blom var desuden kontrollerende ingeniør ved Københavns Befæstningsanlæg 1888-89, deltager i Nationalmuseets undersøgelser af oldtidsminder 1893-1902 samt medlem af direktionen for de Massmann'ske Søndagsskoler 1903-15. 1917 blev han Ridder af Dannebrog.

## Lærer i perspektiv
I kunstnerkredse hører Bloms navn nøje sammen med perspektivlæren. Han var årtier igennem en anerkendt autoritet; især efter han i 1899 havde udgivet sin afhandling Det perspektiviske Billede. Bloms kunstneriske virksomhed faldt i to dele idet han først væsentlig dyrkede malerkunsten,landskabs- og arkitekturbilleder, hvor han kunne udnytte sine færdigheder inden for perspektivkonstruktionen. Bloms tekniske interesser afspejles i hans omfattende grafiske værker, hvor foretrak han raderingen og mezzotinten og viste især i den sidste en stor kunnen.
Blom blev gift 31. juli 1888 i Lemvig med Vilhelmine Gottschalck (16. februar 1851 i Aalborg – 4. marts 1932 i København), datter af distriktslæge i Lemvig, justitsråd Ludvig Gottschalck og Mathilde Eleonore Satterup. 
Han er begravet i familiegravstedet på Garnisons Kirkegård.
Der findes to selvportrætter i sortkunst efter malerier 1917 og 1931.